# Écrevisse
Taxons concernés
- Super-familles concernées :
  - Astacoidea
  - Parastacoidea
- Genres concernés :
  - Orconectes
  - Austropotamobius
  - Procambarus
  - Astacus
  - Pacifastacus
  - etc.modifier

Le terme écrevisse est un nom vernaculaire donné à certaines espèces de crustacés décapodes d'eau douce appartenant en général à la super-famille des Astacoidea mais dispersés dans plusieurs genres. Ces différentes espèces d'animaux ressemblent à de petits homards, dont ils sont proches. L'écrevisse est un bio-indicateur de qualité de l'eau douce. Leur régime alimentaire à l’état sauvage consiste principalement en de la matière en décomposition.

## Étymologies
Le terme français moderne dérive de l'ancien français escreveice, d'une sonorité proche de « crevette » et de « crabe », l'origine de ces termes germaniques étant l'ancien bas francique krebitja qui a aussi donné l'ancien haut allemand krebiz, l'allemand moderne Krebs et le néerlandais Kreeft pour désigner les Astacidés c'est-à-dire la famille qui regroupe les homards, écrevisses, langoustines, etc.

## Description anatomique
Comme tous les crustacés, leur corps est protégé par un exosquelette (cuticule tégumentaire chitineuse sécrétée par l'épiderme sous-jacent) qui est composé de trois parties : 
1. la tête ou céphalon, formée de six segments soudés, elle porte sur les trois premiers segments deux yeux mobiles et pédonculés, une paire d’antennules et une paire d’antennes. Les trois segments suivants portent respectivement les mandibules, maxillules et maxilles ;
2. le thorax ou péréion est fait de huit segments soudés entre eux et avec la tête, les trois premiers segments portent 3 paires de pattes dites « pattes-mâchoires » alors que les pattes des cinq segments suivants servent à la marche (pattes marcheuses, qui expliquent le classement des écrevisses dans l'ordre des décapodes, mot latin qui signifie « à dix pattes »). Les trois premières paires de pattes se terminent par une pince, alors que les deux autres se terminent par un simple crochet (ou griffe) ;
3. l’abdomen ou pléon est formé de six segments porteurs d'« appendices bi-ramés » (doubles appendices natatoires) dits « pléopodes » : l'extrémité du dernier (segment VI ou telson) forme une palette natatoire constituant la queue de l'animal. L'anus débouche sur la face ventrale sous le telson.

Le dimorphisme sexuel est plus marqué avec l'âge : les pinces du mâle deviennent plus grandes que celles des femelles, alors que l'abdomen des femelles tend à augmenter de volume. Les pléopodes de la femelle sur les segments II à V portent les œufs en période d’incubation. Les pléopodes des segments I et II sont, chez le mâle, des « baguettes copulatoires » guidant le sperme vers les œufs lors de l’accouplement,.

## Taxonomie et répartition dans le monde
Les écrevisses appartiennent à la classe des crustacés, elle-même classée dans l'ordre des décapodes.
Selon Sinclair et al. (2004) en 2004, 593 espèces d’écrevisses étaient regroupées en 30 genres eux-mêmes répartis en trois familles :
1. Astacidae  (14 espèces, toutes dans l'hémisphère nord, surtout en Amérique du Nord) ;
2. Cambaridae (409 espèces, toutes dans l'hémisphère nord et surtout en Amérique du Nord) ;
3. Parastacidae (170 espèces, toutes dans l’hémisphère sud et essentiellement en Australie).

Là où elles sont naturellement présentes, on trouve des écrevisses dans presque tous les habitats d'eaux douces sauf en Antarctique et en Afrique (où la niche écologique occupée ailleurs par les écrevisses est ici entièrement prise par des crabes d'eau douce et des crevettes d'eau douce). L'écrevisse est également absente d'Asie centrale. Partout où elle est connue, elle a été pêchée et mangée par l'Homme.

## En Europe
Dans cette partie du monde, à la suite d'introductions (légales ou non, volontaires ou non) faites par des pêcheurs, des éleveurs ou des propriétaires d'étangs et d'autres types de zones humides, ou à cause de transferts de larves faits via des ballasts de bateaux, il faut maintenant distinguer : 
1. les écrevisses natives ou indigènes souvent répertoriées par la littérature sous l’appellation ICS (pour Indigenous Crayfish Species), en forte régression et ayant disparu de la plus grande partie de leurs anciennes aires de répartition ;
2. des écrevisses exotiques (allochtones ou non-indigènes) classées  NICS (Non Indigenous Crayfish Species), qui sont de plus en plus nombreuses.

### En France
En France métropolitaine vivent théoriquement trois espèces autochtones (toutes en voie de disparition), dont l'écrevisse à pattes rouges (Astacus astacus), principalement, mais aussi Austropotamobius torrentium et Austropotamobius pallipes, actuellement « réfugiée » dans quelques secteurs apicaux de sous-bassins versants, mais ces zones sont vulnérables aux effets du dérèglement climatique et écologiquement insularisées par « les espèces exotiques qui progressent de plus en plus vers l’amont »,.
Les enquêtes périodiquement faites par le Conseil supérieur de la pêche puis l'Office national de l'eau et des milieux aquatiques (ONEMA) depuis 1977, ont toutes montré une expansion forte et continue des espèces exotiques et le recul des espèces natives, qui semblent avoir été décimées par une maladie puis fortement concurrencées par deux espèces exotiques introduites : l’écrevisse du Pacifique (Pacifastacus leniusculus) et l’écrevisse de Louisiane (Procambarus clarkii) qui ont montré la plus forte expansion géographique, ainsi que par l'écrevisse américaine (Faxonius limosus) et peut-être plus récemment (depuis les années 2000) par d'autres espèces introduites (Orconectes juvenilis, Astacus leptodactylus et Faxonius limosus, ces trois espèces étant par exemple présentes en Bourgogne au début des années 2000). Localement les dernières écrevisses natives de France métropolitaine doivent aussi faire face à deux espèces de crabes d'eau douce introduites (respectivement de la famille des Grapsidae et des Potamidae).
Les échantillonnages scientifiques ont montré que P. leniusculus a beaucoup progressé de 2000 à 2006 « certainement responsable de la recrudescence des cas de peste (Aphanomyces astaci) » selon l'ONEMA.
Un plan d’action national « écrevisse » cherche à protéger et restaurer cette espèce,.
D'autres espèces sont présentes en outre-mer dont en Guyane.

## État des populations, pressions réponses

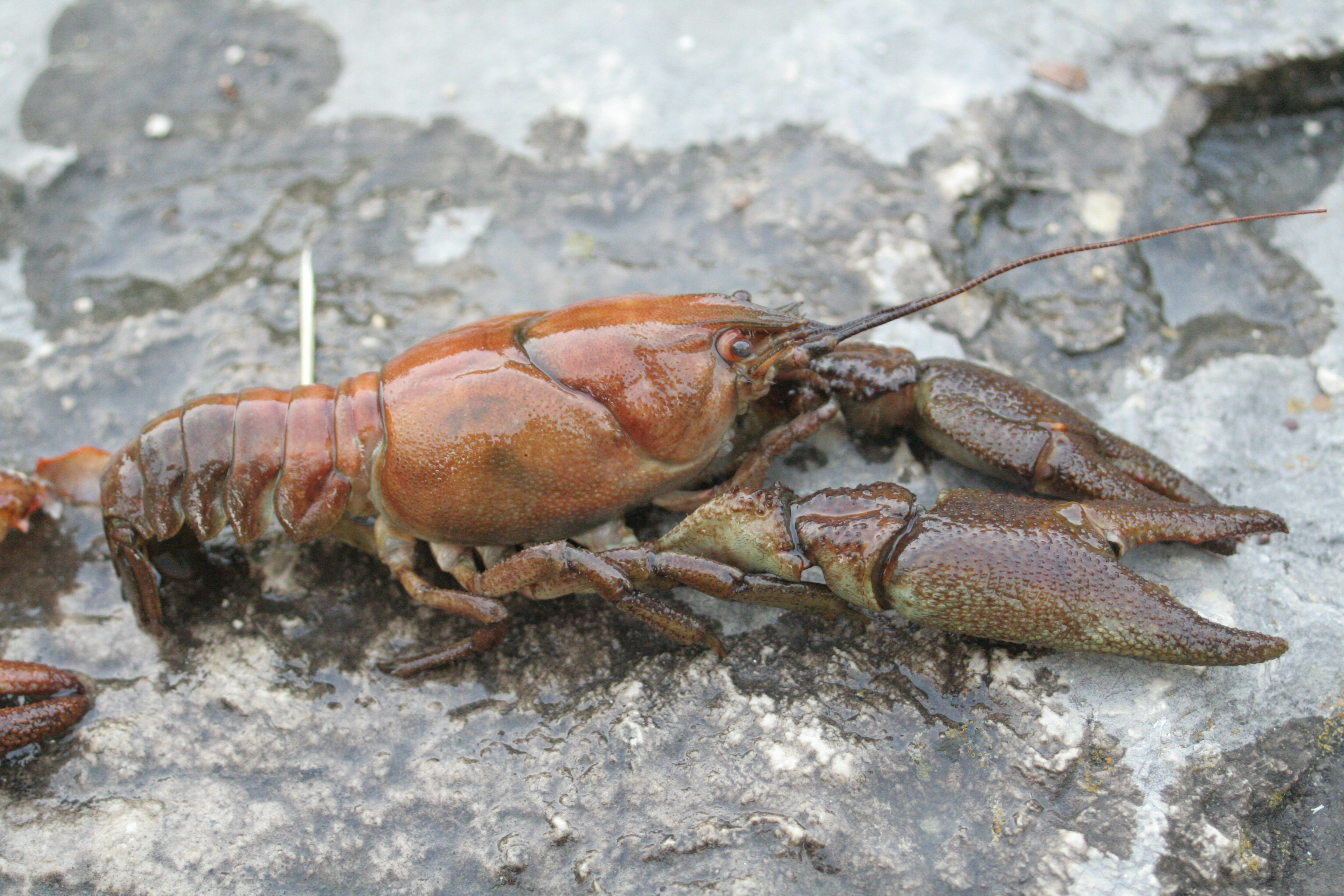
Astacidae (1re des 3 grandes familles d'écrevisse), Austropotamobius pallipes ou Écrevisse à pieds blancs ou à pattes blanches

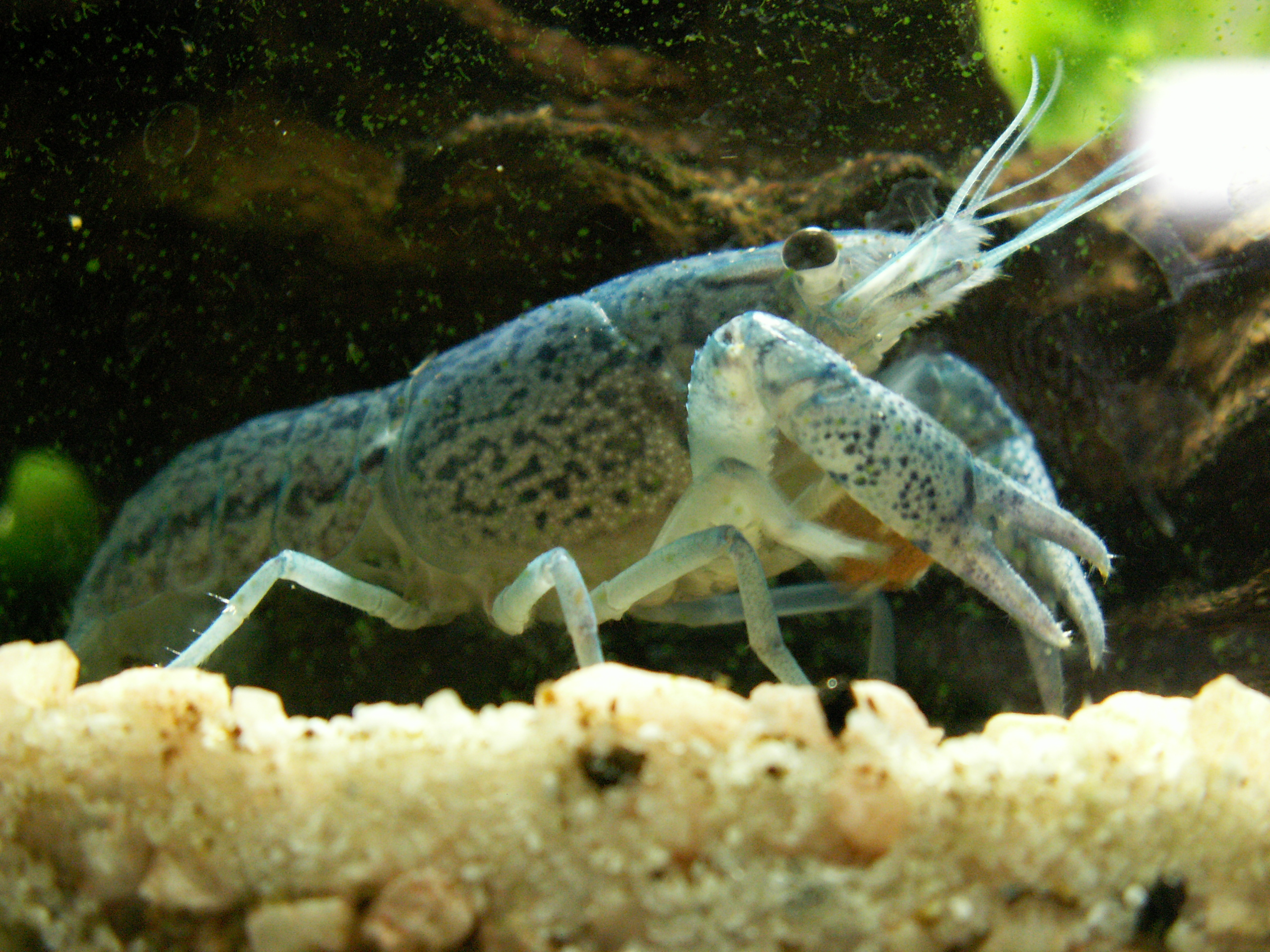
Cambaridae (2e des 3 grandes familles d'écrevisse), Procambarus alleni

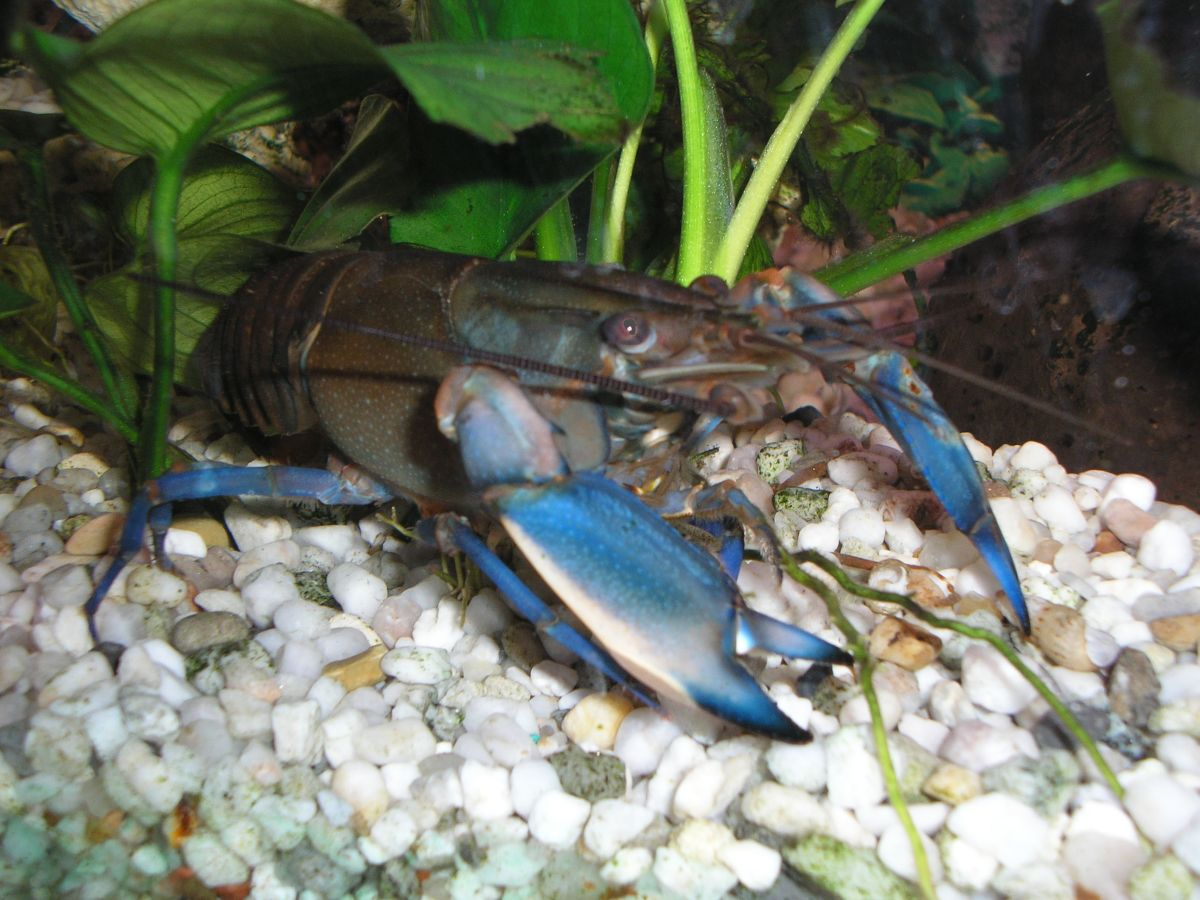
Parastacidae (3e des 3 grandes familles d'écrevisse), Cherax sp.

Dans le monde entier, à cause de la surpêche et/ou de la pollution de l'eau, de l'artificialisation et de la dégradation des berges, et de l'introduction d'écrevisses non-autochtones (devenues envahissantes hors de leur milieu originel), les écrevisses sont en voie de régression. L'une des causes majeures étant toutefois la propagation d'épizooties (qui peuvent aussi être importées avec des écrevisses exotiques).

Une autre cause, émergente est, dans le contexte du réchauffement climatique, la modification du régime des cours d'eau (de plus en plus souvent à secs en été et plus torrentueux en hiver).
En Europe

Les écrevisses européennes (15 espèces, dont 5 autochtones, pour environ 600 espèces connues dans le monde) sont toutes en voie de raréfaction.
Un réseau scientifique dit Craynet créé en 2002 (avec 500 membres astacologistes ou gestionnaires dans 11 pays en 2006) suit ce phénomène et produit un atlas des populations qui a fait grâce à des analyses génétiques un premier point sur une situation complexe en raison du fait que les espèces ont été déplacées, mélangées et parfois mal identifiées. Elles ont moins souffert sur l'amont de certaines rivières et près d'espaces mieux protégés des pesticides et de la turbidité tels que les forêts.
La France n'est pas épargnée par la régression des écrevisses, avec par exemple la quasi-disparition des écrevisses autochtones dans le nord du pays, et un effondrement de  68 % (de 1978 à 2006) en région Poitou-Charentes.

### Invasions biologiques
En Europe et France, une espèce envahissante, l'écrevisse américaine introduite au XIXe siècle, tend à remplacer les espèces autochtones plus petites, moins agressives, moins fertiles, vivant moins longtemps et vulnérables à des maladies importées par l'écrevisse américaine[réf. nécessaire], affectant négativement et fortement la biodiversité des cours d'eau européens. Toutefois, dès 1876, il était fait état en France d'épidémies provoquant une mortalité qualifiée d'effrayante, et d'épidémies analogues en Russie en 1850 et 1863. Les parasites, dont la peste de l'écrevisse, sont alors désignés comme les principaux responsables de la fonte des effectifs, derrière la pollution, la destruction des habitats et la surpêche. Les épizooties, qui anéantissent en apparence la totalité de la population, sont suivies de périodes de régression de la maladie, avec la reconstitution partielle de stocks à partir des spécimens les plus jeunes, qui semblent échapper à la peste. Les tentatives de repeuplement par l'écrevisse américaine, que l'on pensait en 1890, en Allemagne, immunisées contre la peste, ont montré leurs limites.
On trouve aujourd'hui en France des écrevisses de Louisiane, de Californie, américaines. Les spécialistes de Craynet, dont Catherine Souty-Grosset, invitent à cesser toute introduction et tout déplacement d'espèces envahissantes ; des réintroductions d'espèces pourraient être envisagées, mais en tenant compte de la diversité génétique, des habitats et des espèces envahissantes dans une gestion restauratoire des populations autochtones, ce qui demande d'améliorer la connaissance des problèmes.
En France, plusieurs organismes commencent à coordonner leurs efforts pour mesurer l'étendue des invasions et les moyens d'y remédier.

## Quelques espèces appelées «écrevisses»
| Espèces d’écrevisses (liste non exhaustive) | Espèces d’écrevisses (liste non exhaustive) | Espèces d’écrevisses (liste non exhaustive)                                      | Espèces d’écrevisses (liste non exhaustive) | Espèces d’écrevisses (liste non exhaustive)  |
| Espèce                                      | Nom courant                                 | Autres appellations                                                              | Image                                       | Observations                                 |
| ------------------------------------------- | ------------------------------------------- | -------------------------------------------------------------------------------- | ------------------------------------------- | -------------------------------------------- |
| Faxonius limosus                            | Écrevisse américaine                        | anciennement Orconectes limosus, Cambarus affinis et Procambarus clarkii         |                                             | 1re espèce envahissante introduite en France |
| Pacifastacus leniusculus                    | Écrevisse de Californie                     | Écrevisse signal ou écrevisse du Pacifique                                       |                                             | Espèce envahissante introduite en France     |
| Astacopsis gouldi                           | Écrevisse géante de Tasmanie                |                                                                                  |                                             |                                              |
| Procambarus clarkii                         | Écrevisse de Louisiane                      | Écrevisse rouge des marais, écrevisse rouge de Louisiane ou écrevisse de Floride |                                             | Espèce envahissante introduite en France     |
| Cherax destructor                           | Écrevisse de Murray                         | Yabby ou écrevisse bleue                                                         |                                             |                                              |
| Austropotamobius pallipes                   | Écrevisse à pattes blanches                 | Écrevisse à pieds blancs                                                         |                                             | Espèce indigène en France et en Suisse       |
| Astacus leptodactylus                       | Écrevisse à pattes grêles                   | Écrevisse à pattes bleues ou d'Anatolie                                          |                                             | Espèce exogène en France                     |
| Astacus astacus                             | Écrevisse à pattes rouges                   |                                                                                  |                                             | Espèce indigène en France et en Suisse       |
| Austropotamobius torrentium                 | Écrevisse de torrent                        | Écrevisse des torrents                                                           |                                             | Espèce indigène en France                    |

## Astaciculture
L'astaciculture est l'élevage des écrevisses à but commercial ou semi-commercial.

## Toxicologie, écotoxicologie
Dans l’écosystème, les écrevisses déplacent des éléments nutritifs et sels minéraux de la zone benthique à la colonne d'eau, contribuant à transformer des matières organiques grossières en matière organique fine, qui devient alors disponible pour d'autres organismes détritivores. Ce travail de transformation de la matière organique est important dans la régulation des cycles biogéochimiques et des nutriments.
Les écrevisses se nourrissent volontiers de matière organique prélevée dans le sédiment. Elles peuvent aussi fouir les berges, or les deux milieux susceptibles d'être pollués. Des études nord américaines ont montré que les écrevisses peuvent notamment accumuler le mercure dans leurs tissus musculaires.

## Aspects culturels

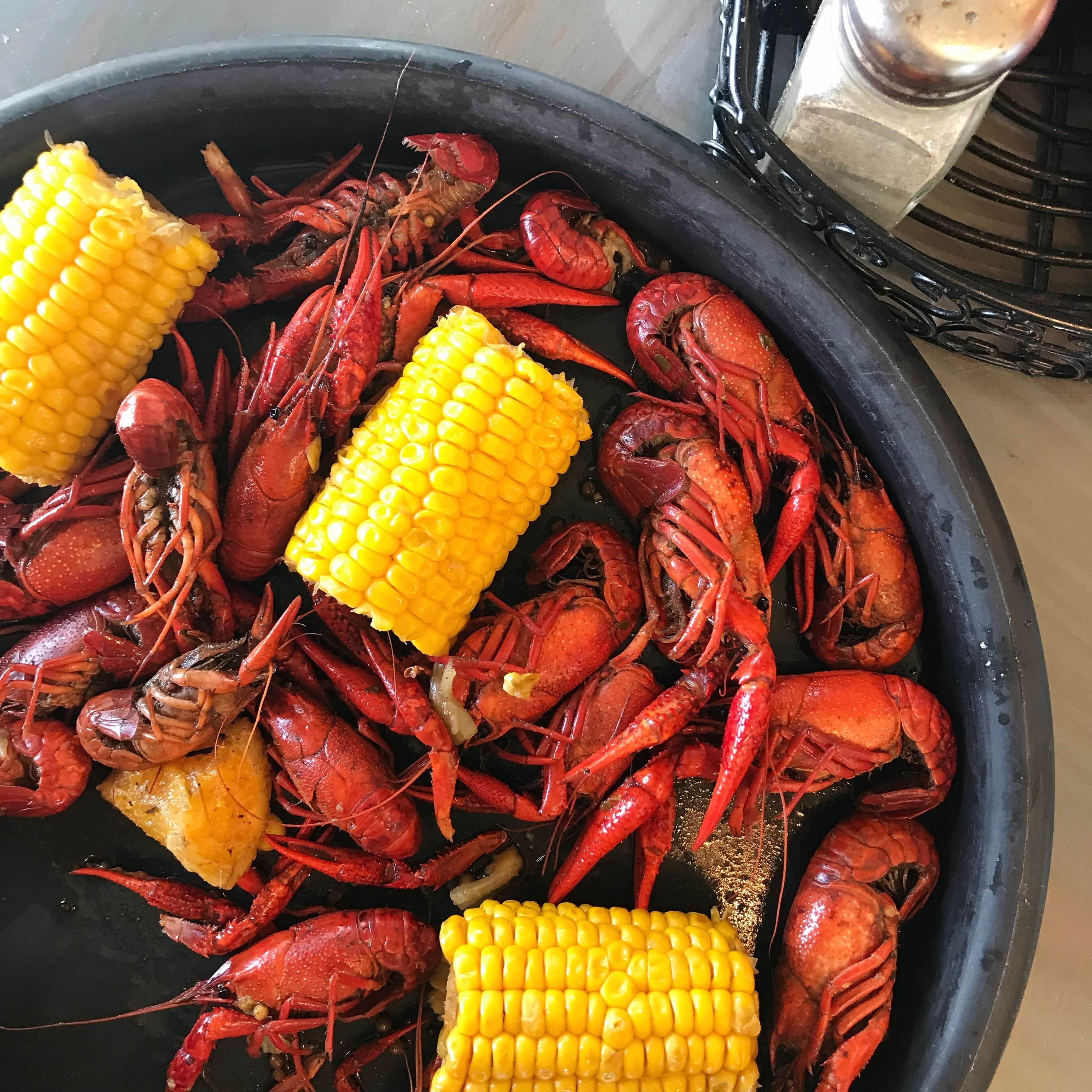
Écrevisses à la mexicaine

Le mot « écrevisse » est employé dans quelques expressions populaires :
- « rouge comme une écrevisse » fait référence à leur couleur après cuisson ;
- « aller comme les écrevisses » se dit d'affaires qui n'avancent pas mais reculent comme les écrevisses.
- « Quand il fait doux à la saint-Patrice, de leur trou sortent les écrevisses », dicton du 17 mars.

Les écrevisses passent l’hiver dans un trou de leur rivière ; se nourrissant de cadavres, elles symbolisent la vie re-naissant dans le monde aquatique.
En Ardennes, on prévoit la pluie si les écrevisses (grevesses) abandonnent les ruisseaux et se promènent à reculons (en réalité elles nagent dans l’eau près du sol, à reculons).
Il existe un jour de l'écrevisse chaque 25 fructidor du calendrier républicain ou révolutionnaire français, correspondant généralement au 11 septembre du calendrier grégorien.

### Guides d'identification
- Guide d'identification des écrevisses en France métropolitaine, fédération de pêche de Lorraine
- clé d'identification des écrevisses